# There's Nothing Holdin' Me Back
«There's Nothing Holdin' Me Back» (укр. Тепер мене нічого не стримує) — пісня канадського співака і автора пісень Шона Мендеса, написана Мендесом, Тедді Гейгером, Джеффом Ворбертоном та Скоттом Гаррісом, спродюсована Гейгером і змікшована Ендрю Маурі. Вона увійшла до перевидання другого студійного альбому Мендеса Illuminate. Пісня випущена як сингл 20 квітня 2017 року. Музичне відео на пісню представлено 21 червня.

## Композиція
«There's Nothing Holdin' Me Back'» це танцювальний поп-рок трек. Редактор журналу Billboard відзначив, що в пісні присутнє звучання електрогітари та «напружений» вокал у приспіві. По мірі звучання композиції, вона включає в себе хлопання, фанкові гітарні рифи та педальний бас. Розспівування було натхненне ранніми творами Timbaland та Джастіна Тімберлейка.

## Відгуки критиків
У статті для Billboard, Тейлор Везербі зазначив, що «звучання пісні лягає прямо в гармонію з гітарним мереживом, яке він приніс своїм другим курсом зусиль, але цього разу, додавши трохи більше переваг». Еллісон Бовшер з каналу Much назвав звучання «поверненням до нав'язливих мелодій, з яких Мендес розпочав кар'єру ще у 2015 році. Нагадуючи високу енергетичну чуттєвість Мендесової пісні „Something Big“, сьогоднішній новий трек грає з підйомами і спадами під час всього звучання, дозволяючи Мендесу продемонструвати силу його голосу.» Медленд Рот з MTV News вважає, що трек «більше танцювальний, ніж інші пісні у його каталозі. Його голос — крихітний і хрипкий, особливо на пристрасному агресивному перегині».

## Виступи наживо
«There's Nothing Holdin 'Me Back» включений до трек-листу концертного туру Мендеса Illuminate World Tour. Також співак виконав пісню на Шоу Грема Нортона 9 червня 2017 року, на Літньому Балі 2017 радіо Capital 10 червня і в ефірі Нічного шоу з Джиммі Феллоном, 19 червня.

## Позиції в чартах
У Сполучених Штатах пісня сягнула 18 сходинки чарту Billboard Hot 100. Сингл також досяг високих позицій в хіт-парадах інших країн, зокрема, Австралії та Великої Британії, сягнувши четвертої позиції в обох країнах і в рідній для Мендеса Канаді, де пісня посіла 7 сходинку.

## Музичне відео
Музичне відео на пісню було випущене 21 червня 2017 року. Кліп, знятий у Парижі, Амстердамі та Великій Британії, зображає Мендеса та його любовну пристрасть (яку грає актриса Еллі Бамбер), яка досліджує Європу, поки співак гастролює під час свого концертного туру. Пара проходить через транспортні вузли, їздить на поїздах і гуляє по береговій лінії. Відео також включає кадри з концертів Мендеса.

## Трек-лист
- Цифрове завантаження (Ремікс NOTD)[12]

1. «There's Nothing Holdin' Me Back» (NOTD Remix) – 3:14

- Цифрове завантаження (Акустична)[13]

1. «There's Nothing Holdin' Me Back» (Acoustic) – 3:21

## Чарти
| Чарт (2017)                               | Найвища позиція |
| ----------------------------------------- | --------------- |
| Аргентина Anglo (Monitor Latino)          | 17              |
| Австралія (ARIA)                          | 4               |
| Австрія (Ö3 Austria Top 75)               | 3               |
| Бельгія (Ultratop Flanders)               | 3               |
| Бельгія (Ultratop Wallonia)               | 20              |
| Канада (Canadian Hot 100)                 | 6               |
| Канада (CHR/Top 40) (Billboard)           | 2               |
| Канада (Hot AC) (Billboard)               | 2               |
| Колумбія (National-Report)                | 51              |
| Чехія (IFPI)                              | 7               |
| Чехія (Singles Digitál Top 100)           | 8               |
| Данія (Tracklisten)                       | 4               |
| Фінляндія (Suomen virallinen lista)       | 18              |
| Франція (SNEP)                            | 17              |
| Німеччина (Official German Charts)        | 5               |
| Гватемала (Monitor Latino)                | 11              |
| Угорщина (Rádiós Top 40)                  | 9               |
| Ірландія (IRMA)                           | 3               |
| Ізраїль (Media Forest)                    | 6               |
| Італія (FIMI)                             | 14              |
| Латвія (Latvijas Top 40)                  | 4               |
| Ліван (Lebanese Top 20)                   | 16              |
| Малайзія (RIM)                            | 10              |
| Нідерланди (Dutch Top 40)                 | 4               |
| Нідерланди (Mega Single Top 100)          | 8               |
| Нова Зеландія (Recorded Music NZ)         | 8               |
| Норвегія (VG-lista)                       | 15              |
| Філіппіни (Philippine Hot 100)            | 15              |
| Польща (Polish Airplay Top 100)           | 9               |
| Португалія (AFP)                          | 7               |
| Шотландія (Official Charts Company)       | 2               |
| Словаччина (IFPI)                         | 4               |
| Словаччина (Singles Digitál Top 100)      | 7               |
| Словенія (SloTop50)                       | 6               |
| Іспанія (PROMUSICAE)                      | 11              |
| Швеція (Sverigetopplistan)                | 11              |
| Швейцарія (Media Control AG)              | 8               |
| Велика Британія (Official Charts Company) | 4               |
| США (Billboard Hot 100)                   | 6               |
| США (Adult Contemporary) (Billboard)      | 8               |
| США (Adult Top 40) (Billboard)            | 1               |
| США (Mainstream Top 40) (Billboard)       | 1               |

## Сертифікації
| Регіон | Сертифікація  | Продажі    |
| --- | ------------- | ---------- |
| Австралія (ARIA) | 7× Платиновий | 490 000    |
| Бразилія (ABPD) | Діамантовий   | 160 000    |
| Бельгія (BEA) | 2× Платиновий | 40 000     |
| Канада (Music Canada)                                                                                                  | 7× Платиновий | 560 000    |
| Данія (IFPI Denmark)                                                                                                   | 3× Платиновий | 270 000    |
| Франція (SNEP) | Діамантовий   | 333 333    |
| Німеччина (BVMI) | Платиновий    | 400 000    |
| Італія (FIMI) | 4× Платиновий | 200 000    |
| Мексика (AMPROFON) | 2× Платиновий | 120 000    |
| Нова Зеландія (RIANZ)                                                                                                  | Платиновий    | 30 000     |
| Польща (ZPAV) | Діамантовий   | 250 000    |
| Португалія (AFP) | 3× Платиновий | 30 000     |
| Південна Корея | —             | 2 500 000  |
| Іспанія (PROMUSICAE)                                                                                                   | Платиновий    | 40 000     |
| Швеція (IFPI Sweden)                                                                                                   | 2× Платиновий | 80 000     |
| Велика Британія (BPI)                                                                                                  | 3× Платиновий | 1 800 000  |
| США (RIAA) | 5× Платиновий | 5 000 000  |
| Потокове відтворення                                                                                                   |               |            |
| Японія (RIAJ) | Золотий       | 50 000 000 |
| продажі+прослуховування, що базуються лише на сертифікаціях · лише прослуховування, що базуються лише на сертифікаціях |               |            |

## Історія випуску
| Регіон          | Дата           | Формат               | Версія      | Лейбл                           | Прим.  |
| --------------- | -------------- | -------------------- | ----------- | ------------------------------- | ------ |
| Сполучені Штати | 25 квітня 2017 | Top 40 radio         | Оригінальна | Island Records Republic Records | [ 75 ] |
| Світ            | 12 травня 2017 | Цифрове завантаження | Ремікс NOTD | Island Records                  | [ 12 ] |
| Франція         | 6 липня 2017   | Цифрове завантаження | Акустична   | Island Records                  | [ 13 ] |